# Hidroformilezés

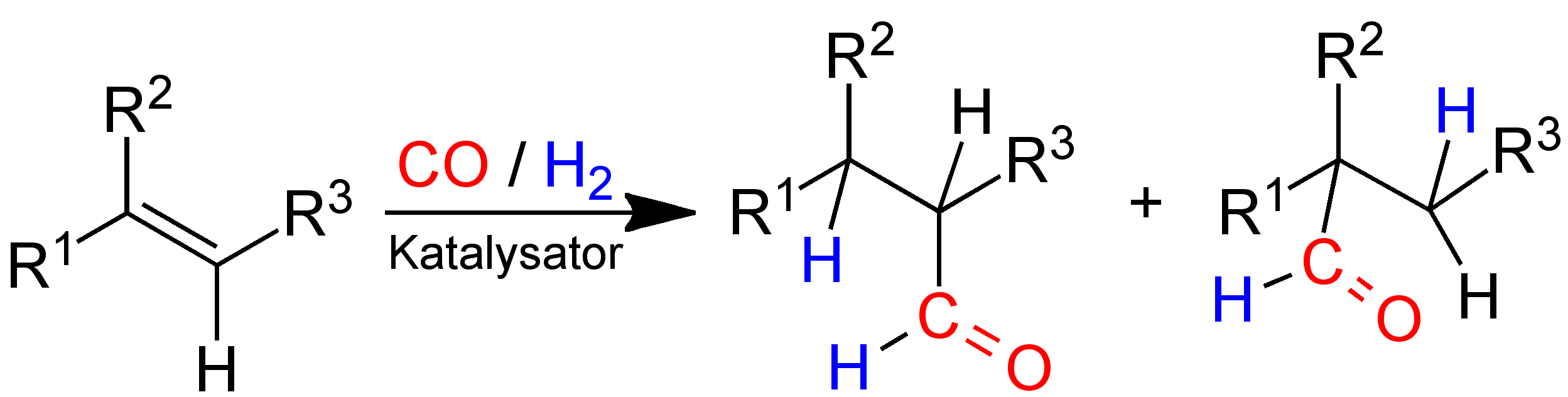
Alkén hidroformilezése (R^{1}–R^{3} szerves csoport (pl. alkil- vagy arilcsoport) vagy hidrogén).

A hidroformilezés vagy oxoszintézis fontos vegyipari homogén katalitikus folyamat aldehidek alkénekből történő előállítására. A reakció során egy formilcsoport (−CHO) és hidrogénatom addícionálódik a szén–szén kettős kötésre. Az eljárás folyamatos fejlesztésen ment át 1938-as feltalálása óta: a termelési kapacitás 1995-re elérte a 6,6·106 tonnát. A reakció jelentőségét az adja, hogy a kapott aldehideket könnyen át lehet alakítani különféle másodlagos termékekké: például hidrogénezéssel alkohol állítható elő, melyből lágyítószerek vagy detergensek gyárthatóak.
A folyamatban az alként jellemzően nagynyomású (10–100 atmoszféra) szén-monoxiddal és hidrogénnel kezelik 40 és 200 °C közötti hőmérsékleten. A reakcióhoz átmenetifém katalizátor szükséges. Az elsőként használt katalizátor az Otto Roelen által felfedezett kobalt-tetrakarbonil-hidrid volt. Későbbi munkák kimutatták, hogy a tributilfoszfin (PBu3) ligandum javítja a kobalt katalizátoros folyamat szelektivitását. Az 1960-as években fedezték fel a nagy aktivitású ródium katalizátorokat. Az 1970-es évek óta a hidroformilezési reakciók nagyrészt ródium-alapú katalizátorokat alkalmaznak. További kutatások vezettek a vízoldható katalizátorok kifejlesztéséhez, melyek elősegítik a termékek elválasztását a katalizátortól.

## Fordítás
Ez a szócikk részben vagy egészben  a   Hydroformylation című angol Wikipédia-szócikk ezen változatának fordításán alapul.  Az eredeti cikk szerkesztőit annak laptörténete sorolja fel. Ez a jelzés csupán a megfogalmazás eredetét és a szerzői jogokat jelzi, nem szolgál a cikkben szereplő információk forrásmegjelöléseként.